# Almeno Gonçalves
Almeno José Fernandes Gonçalves (Braga, 17 de Outubro de 1959) é um ator e encenador português.

## Biografia
Natural de Braga, estudou no Liceu Sá de Miranda, foi fundador de três grupos de teatro em Braga, entre eles o grupo de Teatro Universitário do Minho.
Estreou-se como actor no Teatro da Comuna, onde foi dirigido por João Mota em espectáculos como Má Sorte Ter Sido Puta, de John Ford, ou Um Eléctrico Chamado Desejo, de Tennessee Williams. Passou pelo Teatro Experimental de Cascais, Teatro Nacional D. Maria II e pelo Teatro Aberto. Trabalhou com Luís Miguel Cintra, Christine Laurent e Luís Assis, no Teatro da Cornucópia, onde interpretou peças de Beaumarchais, Francisco de Holanda e William Shakespeare. Como encenador dirigiu espectáculos de Frank Wedekind e Camilo Castelo Branco.
Actor regular na televisão, tem participado em séries e novelas vistas do grande público, como Os Malucos do Riso. No cinema participou nos filmes Zona J e Um Tiro No Escuro, de Leonel Vieira, Debaixo da Cama, de Bruno Niel, e Uroboro, de Luís Gomes.

## Filmografia

### Televisão
- Cacau, TVI 2024 (Elenco Adicional)
- Rua das Flores, TVI 2022 - Tavares (Antagonista)
- Vento Norte, RTP1 2021 - Afonso Mello
- Amor Amor, SIC 2021 - Anselmo Pereira/Chico Inácio (Co-Antagonista)
- Alguém Perdeu, CMTV 2019 - Eduardo Sarmento (Antagonista)
- Vidas Opostas, SIC 2018 - Elenco Adicional
- A Herdeira, TVI 2017 - Chefe da PJ (Elenco Adicional)
- O Sábio, RTP 2016/2017 - Romão
- Vidago Palace, RTP 2016 - Conde de Caria
- Ministério do Tempo, RTP 2016 - Afonso de Albuquerque
- Jacinta, TVI 2016 - António Jesus (Elenco Principal)
- Santa Bárbara, TVI 2015 - Tomás Soares (Co-Protagonista)
- Belmonte, TVI 2013/2014 - Gustavo Castelo (Elenco Principal)
- Bem-Vindos a Beirais, RTP 2013 - Telmo (Elenco Adicional)
- Doida por Ti, TVI 2012/2013 - Vasco Pimenta (Elenco Principal)
- A Casa é Minha, TVI 2012
- Remédio Santo,TVI 2011/2012 - Daniel Tavares Monforte Protagonista (Antagonista)
- Mar de Paixão, TVI 2010 - Paulo Ribeiro (Co-Protagonista)
- Conexão, TVG e RTP1 2009 - Rafael Marques
- Flor do Mar, TVI 2008/2009 - André Gouveia (Co-Protagonista)
- Equador, TVI 2008 - Conde de Sabugosa (Elenco Principal)
- A Outra, TVI 2008 - José Carlos Franco (Elenco Principal)
- Casos da Vida, TVI 2008 - Francisco/Roberto (Elenco Principal)
- O Dia do Regicídio, RTP 2007
- Ilha dos Amores, TVI 2007 - Paulo Carroça (Co-Antagonista)
- Fala-me de Amor, TVI 2006 - Vítor Parreira
- Quando os Lobos Uivam, RTP 2005
- Inspector Max, TVI 2005 - Vítor Sequeira/Ângelo Santa
- Morangos com Açúcar, TVI 2003/2004 Série 1 - Eduardo Madeira
- Saber Amar, TVI 2003 - Edgar Couto
- Bons Vizinhos, TVI 2002 - Jorge Santos
- Filha do Mar, TVI 2001 - Tomé Vieira
- O Bairro da Fonte, SIC 2001 - João Morais
- Olhos de Água, TVI 2001 - Pedro
- A Minha Família é uma Animação, SIC 2001
- Jardins Proibidos, TVI 2000 - Lourenço Miranda
- Mãos à Obra, RTP 2000
- Os Malucos do Riso, SIC 1999-2003
- Cruzamentos, RTP 1999 - Pedro
- Não és Homem Não és Nada, RTP 1999
- Jornalistas, SIC 1999 - Fernando
- Médico de Família, SIC 1998 - Rui
- Diário de Maria, RTP 1998 - actor convidado
- Polícias à Solta, SIC 1998 - Agente Flores
- Camilo na Prisão, SIC 1997
- Polícias II, RTP 1997 - actor convidado
- As Aventuras de Camilo, SIC 1996
- Primeiro Amor, RTP 1995 - Figueirôa
- Camilo e Filho, SIC 1995
- Desencontros, RTP 1994/1995 - Sérgio Oliveira
- 1001 Tardes, TVI 1994 - sketches no programa de Júlio Isidro
- Sozinhos em Casa, RTP 1993
- O Bando dos Quatro, RTP 1993
- Pós de Bem-Querer, RTP 1992
- Aquela Cativa Que Me Tem Cativo, RTP 1991
- O Beijo de Judas, RTP 1991
- Duarte e Companhia, RTP 1988
- Estrada Larga, RTP 1987

### Cinema
- Parque Mayer, 2018

## Casamento e descendência
Foi casado com a também atriz Rita Salema, com a qual tem uma filha, Francisca de Almeida de Menezes Salema Gonçalves (Lisboa, São Sebastião da Pedreira, 19 de Novembro de 1992).